# Kompass Klub
De Kompass Klub is een nachtclub gelegen in Gent die zich vooral richt op de muziekgenres techno en house. De Kompass Klub begon als een pop-upclub van Jens Grieten in de buurt van het station Gent-Dampoort. Op 30 april 2016 werd de Kompass Klub geopend in een oude fabrieksloods op een industrieterrein vlak bij de Ghelamco Arena. De nachtclub beschikte over drie zalen met een totale capaciteit van 1500 personen en trok regelmatig internationaal bekende dj's aan.
De Kompass Klub is in november 2018 op de Red Bull Elektropedia Awards verkozen tot beste nachtclub van België.
Onder druk van het Gentse stadsbestuur om de uitbating van de nachtclub te professionaliseren, werd deze begin 2019 overgedragen van de vzw Kowboys and Indians op de bvba Clodette.
Op 15 december 2020 maakte Kompass Klub bekend dat de club ging verhuizen, wegens het afbreken van de fabrieksloods.
Op 22 oktober 2021 maakte Kompass Klub bekend dat het opnieuw ging openen op een nieuwe locatie in Gent, de Vynckier site. De locatie is tijdelijk voor een 6-tal maanden.
De heropening van Kompass Klub op de nieuwe locatie vond plaats op 12 november 2021 waar ze al direct openden met enkele grote namen zoals: Yves Deruyter, Joyhauser en Paula Temple.
Kompass Klub verhuisde in 2023 naar Vliegtuiglaan 12. Aanvankelijk weigerde de stad Gent een vergunning te verlenen vanwege zorgen over verkeersveiligheid en infrastructuur, zoals onvoldoende fietsparkeerplaatsen. Na het doorvoeren van de nodige aanpassingen en overleg met de autoriteiten kreeg de club uiteindelijk groen licht om opnieuw te openen.
Na een pauze heeft Kompass Klub eindelijk officieel de deuren heropend aan de Vliegtuiglaan op 28 februari 2025, na een lange wachtperiode en een reeks verbeteringen. De club is nu klaar om evenementen te organiseren met vernieuwde faciliteiten en een heringerichte ruimte voor de komende drie jaar.
Op 13 augustus 2025 maakte Kompass Klub bekend te zullen terugkeren naar de Vynckier site. Deze verhuis zou ook een definitieve thuis worden voor de nachtclub, waardoor een einde komt aan het nomadenbestaan van de club. De heropening staat gepland op 3 oktober 2025. 

## Locatie
Kompass is een nachtclub in Nieuwevaart 41, 9000, Gent, België.

## Sluiting vanwege drugs
Op 13 maart 2019 besliste Gents burgemeester Mathias De Clercq (Open VLD) om de Kompass Klub een onmiddellijke sluiting van vier maanden op te leggen. De volgende dag werd de beslissing tot sluiting bevestigd door het Gentse college van burgemeester en schepenen. De maatregel werd genomen omwille van herhaalde drugsproblemen in en rond de nachtclub. Meer bepaald overleed een van de medewerkers van de nachtclub in januari 2019 aan een overdosis MDMA. Tegen het sluitingsbevel kwam veel protest; zo verzamelde een petitie tegen de beslissing van burgemeester De Clercq meer dan 10.000 handtekeningen. De nachtclub zelf startte een beroepsprocedure tegen het sluitingsbevel bij de Raad van State.
Op 26 maart schorste de Raad van State de opgelegde onmiddellijke sluiting, omdat hij die als onvoldoende gemotiveerd beschouwde. Wel oordeelde de Raad van State dat de tijdelijke sluiting omwille van drugsproblemen op zich niet onterecht was.